# Деление понятий
Деление понятий — это логическая операция, посредством которой объем делимого понятия распределяется по объемам новых понятий, каждое из которых представляет частный случай исходного понятия. Например, расчёты делятся на наличные и безналичные. Понятия разделяются исходя из существенного признака, который может изменяться по определенному принципу или правилу (например, образование из понятия «торговый баланс» новых понятий, в которых фиксируется то или иное соотношение ввоза и вывоза товаров).

## Структура деления
Структура деления:
- Делимое понятие — понятие, в объеме которого необходимо выделить новые понятия.
- Основание деления — признак, по которому будет производиться деление.
- Члены деления — понятия, полученные в результате деления.

## Условия правильности деления понятий
Чтобы деление было правильным, необходимо выполнять ряд условий.
- Первое условие состоит в том, чтобы каждое конкретное деление производилось по одному и тому же, общему для новых понятий, основанию (признаку). Например, неверно делить людей на предпринимателей, государственных служащих и красивых мужчин. Если будет нарушено это условие, то произойдет перекрещивание объемов понятий, которые появятся в результате деления.
- Второе условие состоит в том, чтобы деление было соразмерным, то есть чтобы объем делимого понятия был в точности равен сумме объемов членов деления (например, рынок делится на внутренний и внешний). Нарушение этого правила ведет к ошибкам двух видов:
  - неполное деление, когда перечисляются не все виды данного родового понятия;
  - избыточное деление, с лишними членами деления (например, когда сделки делятся на односторонние, многосторонние и недействительные; или пошлины делятся на таможенные, вывозные, ввозные и импортные).
- Третье условие состоит в том, чтобы члены деления исключали друг друга, то есть не имели общих элементов, были соподчиненными понятиями. Например, неверно деление документов на секретные, служебные и поддельные. Это следствие смешения различных оснований деления.
- Четвертое условие — состоит в том, чтобы деление было непрерывным. Нельзя делать скачки в делении. Не верно, если мы скажем: «Торговля делится на оптовую, государственную и частную розничную». Правильным будет разделить торговлю на оптовую и розничную, а затем уже, например, розничную торговлю разделить на государственную и частную.

Деление, свободное от ошибок, — дело нелегкое. Оно осуществимо, если признак, по которому производится распределение рода на виды, точен и отчетлив, а все возможные изменения признаков легко обозримы и могут быть установлены исчерпывающим образом.

## Виды деления
С практической точки зрения наиболее существенными можно считать следующие виды делений.
1. Деление понятия по видоизменению признака
2. Дихотомия
3. Классификация